# Геглунд, Анна
Анна Геглунд   (швед. Anna Maria Höglund; род. 14 мая 1958 г., Стокгольм) — шведская писательница и иллюстратор книг.

## Биография
Анна Геглунд родилась 14 мая 1958 года в городе Стокгольме. Родители Анны Геглунд — шведский скульптор Эрик Геглунд (Erik Höglund) и Мерит Левин (Maerit Levin). Имеет сестру — художницу Эрику Геглунд (Erika Höglund). Замужем за журналистом Томасом Нурдегреном (Thomas Nordegren).
Как иллюстратор оформила несколько книг писателя Ульфа Старка (Ulf Starks). Живописные произведения Анны Геглунд представлены в Гётеборгском художественном музее и Национальном музее Швеции в Стокгольме.

## Премии
- «Премия Эльзы Бесков» (1988, Elsa Beskow-plaketten).
- «Премия немецкой юношеской литературы» — за книгу Kan du vissla Johanna? (Ты можешь свистеть, Йоанна?) (1994).
- Нидерландская премия «Серебряный Гриф» за книгу Afrika bakom staketet (Африка за решеткой) (1995).
- «Премия газеты Экспрессен» (Expressens Heffaklump) (1997).
- «Премия Эмиля» (Emilpriset) (2012).

## Основные произведения
- 1986 — Tant Annas kokbok (Книга рецептов тети Анни).
- 1991 — Först var det mörkt (Сначала было темно).
- 1993 — Syborgs förbannelse (Проклятый Сюборг).
- 1996 — Min syster är en ängel (Моя сестра ангел).
- 1999 — Mina i Kina (Мина и Китай).
- 2011 — Pojken, flickan och muren (Парень, девушка и стена. Текст Ульфа Старка).
- 2015 — Att vara jag (Будь со мной).